# Leskowsky Hangszergyűjtemény

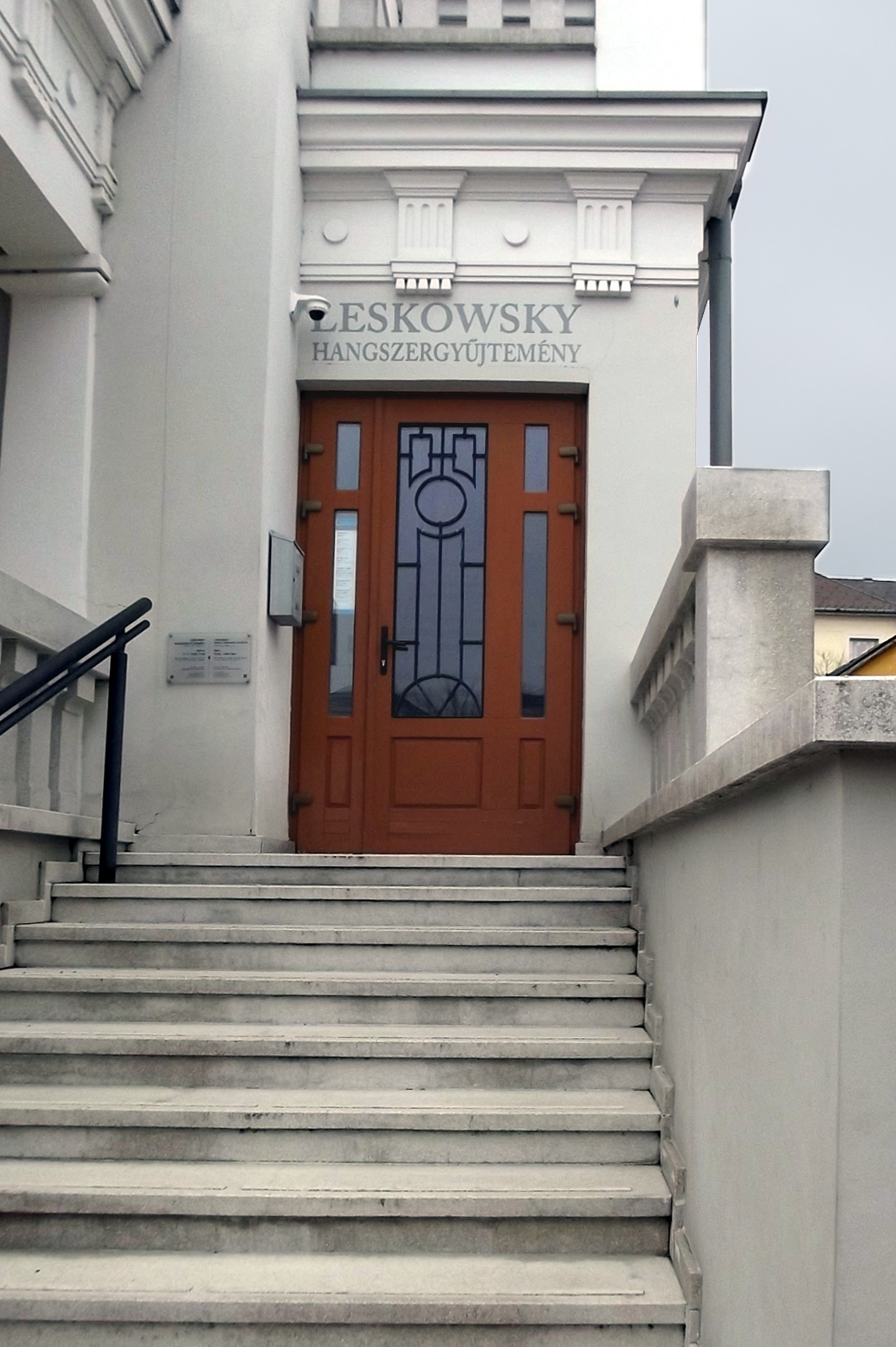
Eingang zum Museum

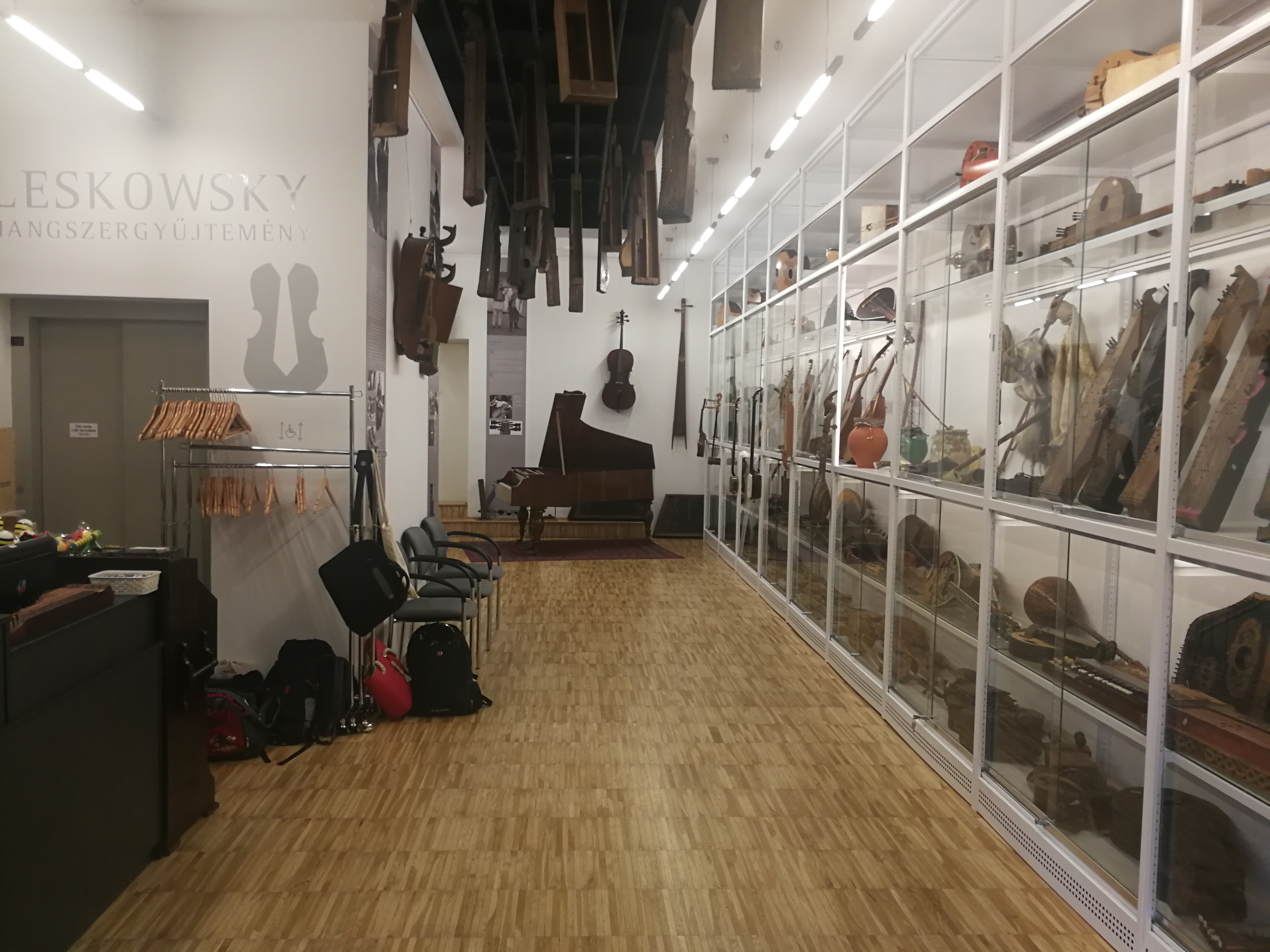
Blick vom Eingang ins Museum

Leskowsky Hangszergyűjtemény (deutsch Leskowsky-Musikinstrumentensammlung) ist ein Musikinstrumentenmuseum in der ungarischen Stadt Kecskemét. Es befindet sich in der Rákóczi út 15. Mit mehr als 1800 Instrumenten ist die Sammlung die größte öffentliche Musikinstrumentensammlung in Ungarn.

## Gründung
Die Sammlung wurde im Jahr 1979 von Albert Leskowsky gegründet. Er wurde 1950 in Tiszaalpár geboren und wuchs in Kecskémet auf. Nach dem Abitur am József-Katona-Gymnasium in Kecskemét studierte er von 1968 bis 1974 in der DDR und arbeitete danach fünf Jahre am József-Katona-Museum in Kecskemét. Er begann in den 1970er Jahren eine Sammlung von Instrumenten aufzubauen. Mehrere Jahre lang reiste er durch die Region Kiskunság, sammelte Instrumente und machte Tonaufnahmen. Es folgten Reisen in andere europäische Länder sowie nach Asien und Afrika, bei denen er seine Sammeltätigkeit fortsetzte. Im Jahr 1979 kaufte die Stadtverwaltung seine Privatsammlung und präsentierte sie in einer Dauerausstellung. Seit 1990 trägt sie den Namen Leskowsky-Musikinstrumentensammlung und wird als Stiftung geführt.

## Gebäude
Das im neoklassizistischen Stil zwischen dem Bahnhof von Kecskemét und der Innenstadt errichtete Gebäude der Musikinstrumentensammlung wurde ehemals als Kino genutzt. Im November 1913 wurde in dem Gebäude das erste und damals größte Kino der Region, das Stadtkino (Városi Mozi), eröffnet. Es war mehr als 80 Jahre lang das wichtigste Kino der Stadt, mit mehreren Aufführungen pro Tag auf mehreren Leinwänden. Erbauen ließ es die Kecskeméter Kinotheater GmbH (Kecskeméti Mozgóképszínház Rt.), ausgeführt wurde es durch den Architekten József Ecker aus Temesvár. Das Gebäude wurde in den Jahren 1935 und 1968 renoviert. Im Dezember 1999 wurde das Stadtkino geschlossen. 2012 beschloss der Bürgermeister Gábor Zombor, das sich mittlerweile in einem schlechten Zustand befindliche Gebäude von Grund auf renovieren zu lassen, um darin die Leskowsky-Instrumentensammlung und das László-Kelemen-Kammertheater unterzubringen.

## Sammlung
Albert Leskowsky begann den Aufbau seiner Sammlung mit verschiedenen ungarischen Volksinstrumenten wie Citera, Flöte, Tamburica, Kecskeduda und Koboz. Die Musikinstrumentensammlung mit mehr als 1800 Instrumenten enthält mittlerweile aber nicht nur Instrumente, die Leskowsky sammelte, sondern auch eine Sammlung von Bauerngeigen von Vladimir Péter sowie die Pfeifen- und Flötensammlung aus Ton von Mariann Bán, die sie in verschiedenen Teilen der Welt gesammelt hatte und 2013 dem Museum vermachte. Weiterhin gab es verschiedene Schenkungen von Instrumenten. Die Sammlung umfasst mittlerweile Musikinstrumente aus verschiedenen Epochen aus allen fünf Kontinenten.

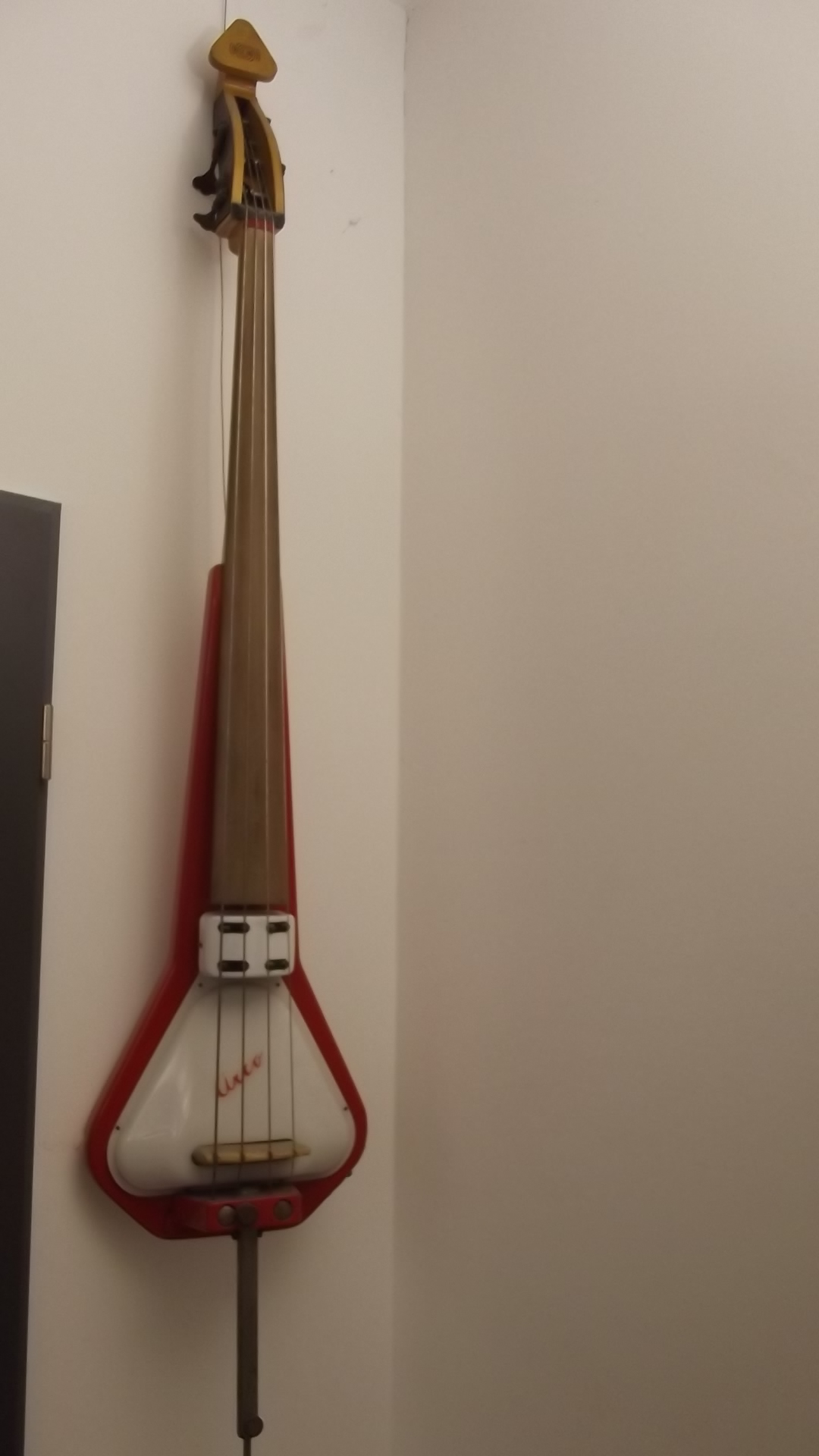
E-Kontrabass
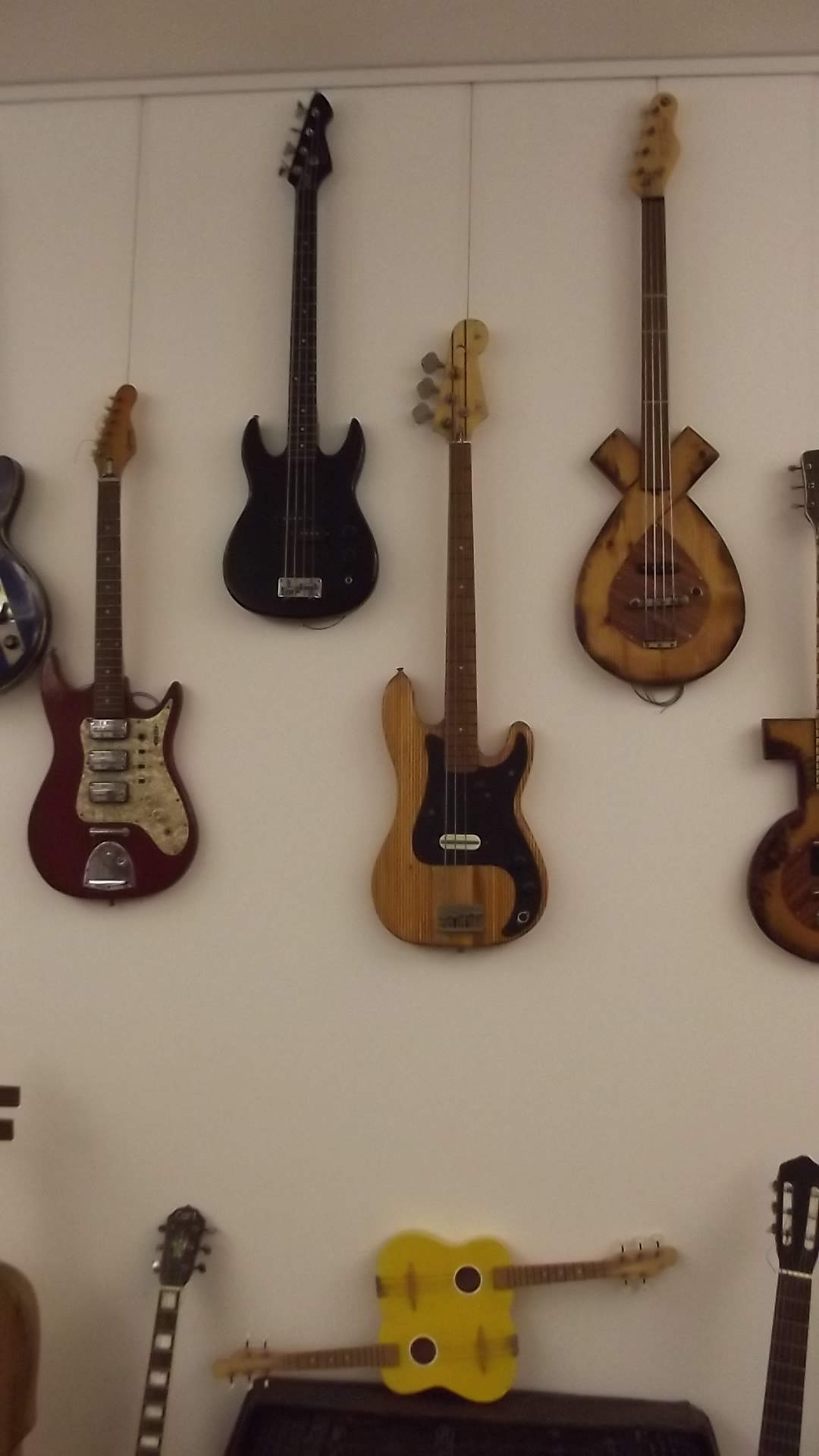
Gelbe Zwillingsgitarre (unten)
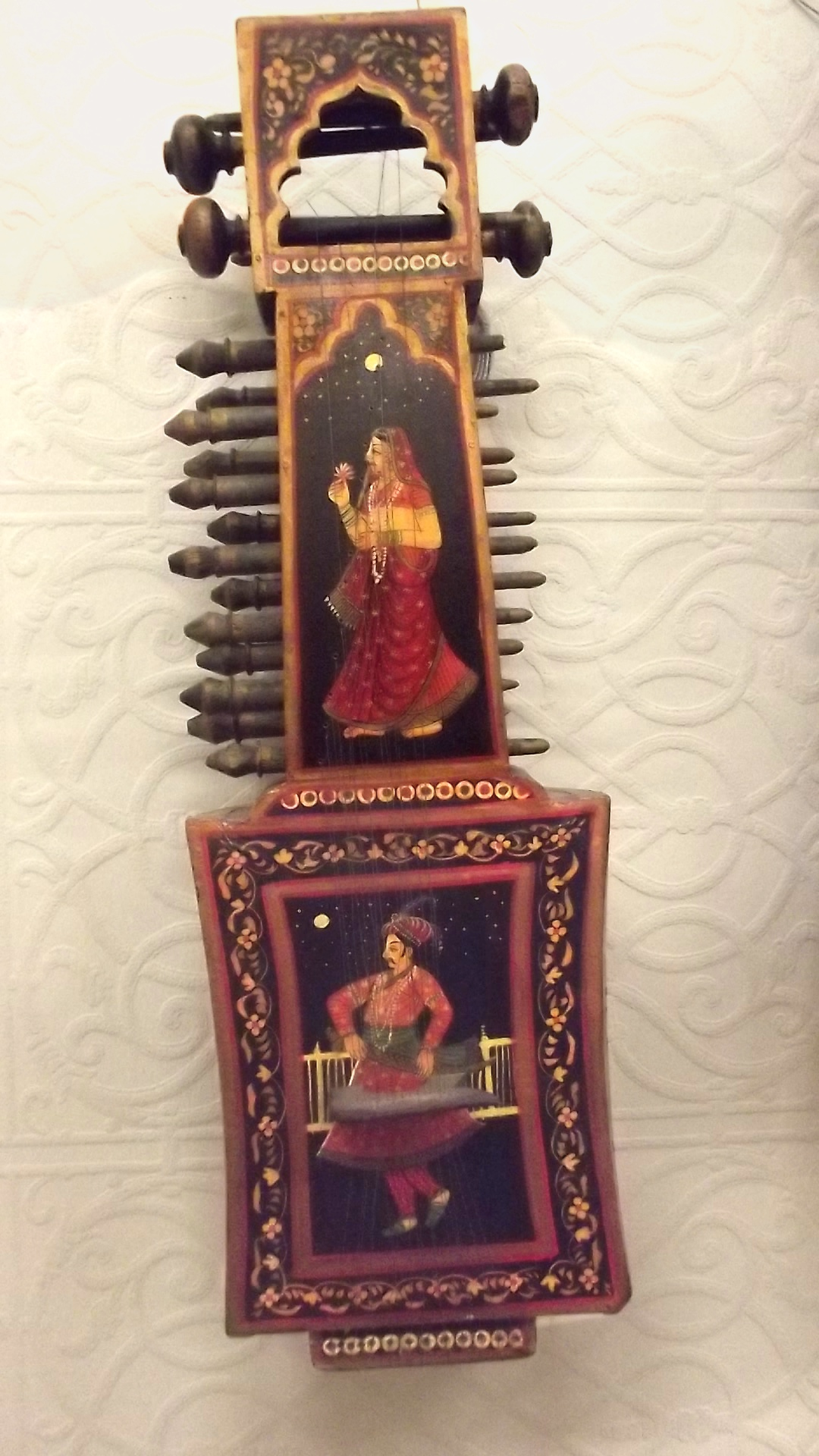
Sarangi

## Ausstellung
In der Ausstellung finden sich Instrumente der ungarischen Volksmusik, historische Instrumente, Instrumente der klassischen Musik, Instrumente der modernen populären Musik und Instrumente zur Geräusch- und Klangerzeugung für Filme. Zusätzlich zu den europäischen Instrumenten wird die Sammlung durch Blas-, Saiten- und Schlaginstrumente aus Asien und Afrika ergänzt. Besonderheiten der Sammlung sind Instrumente, die zu Zeiten der Volksrepublik Ungarn gebaut wurden, wie unter anderem eine Gitarre, die einst dem bekannten ungarischen Musiker László Tolcsvay gehörte und als die erste zwölfsaitige Gitarre des Landes gilt, ein silberfarbener E-Bass des Bassisten Szabolcs Szörényi der Musikgruppe Illés und eine kleine gelbe Zwillingsgitarre, die ursprünglich im Zirkus benutzt wurde. Ergänzt wird die Sammlung durch Fotografien von Musikern mit ihren Instrumenten.
Weiterhin finden im Museum regelmäßig museumspädagogische Veranstaltungen und Konzerte statt.